# Eikenspringspin
De eikenspringspin (Ballus chalybeius) is een spinnensoort uit de familie springspinnen (Salticidae). De soort komt voor in Europa en Noord-Afrika tot Centraal-Azië, inclusief België en Nederland. De eikenspringspin is de typesoort van het geslacht Ballus.

## Beschrijving
De vrouwtjes worden 4,5 tot 5 mm groot, de mannetjes worden 3 tot 4 mm. De dieren zijn te vinden op takken van loofbomen en struiken.